# Subdivisions de Bosnie-Herzégovine

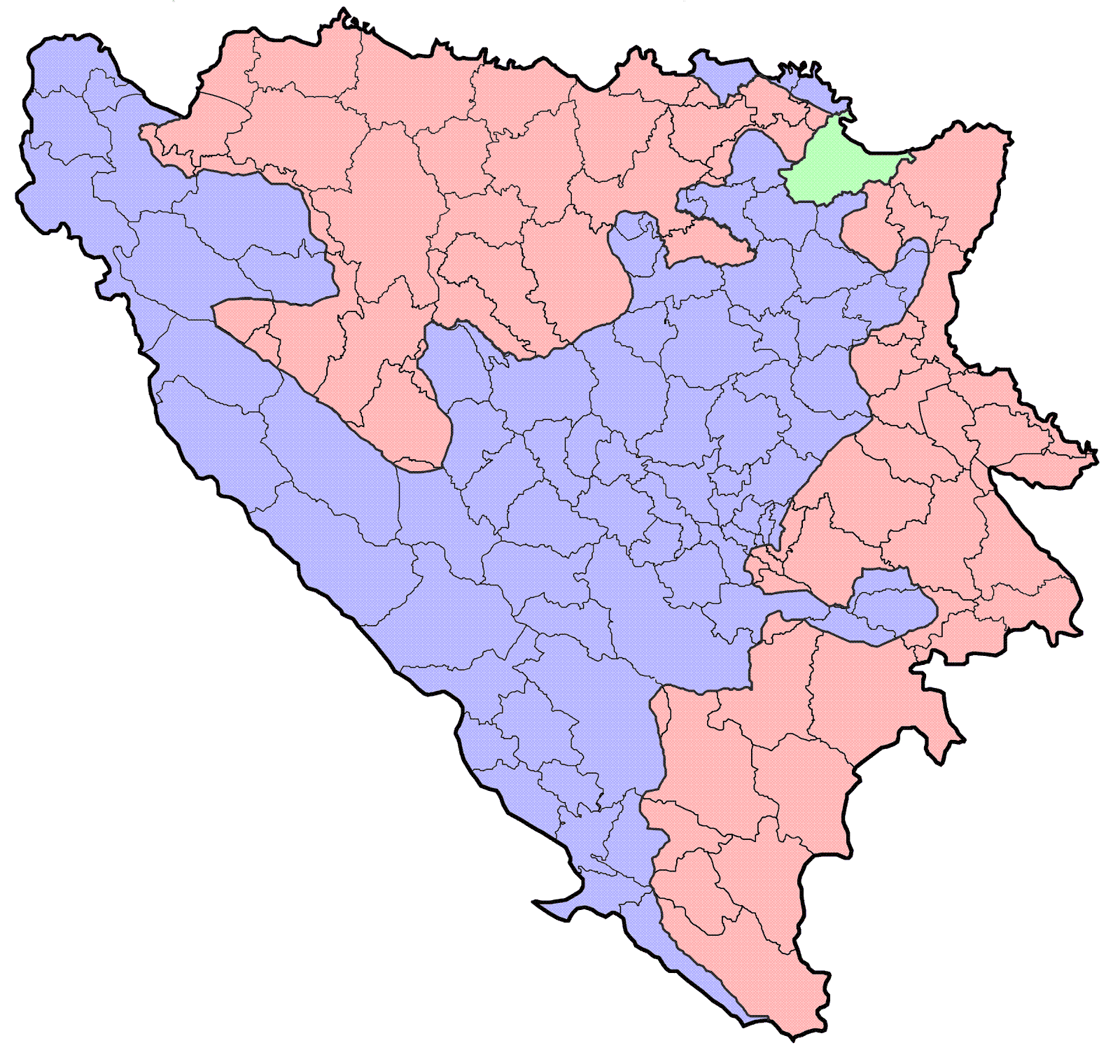
Carte des communes de :
République serbe de Bosnie
Fédération de Bosnie-et-Herzégovine
District de Brćko

Les subdivisions de Bosnie-Herzégovine reposent sur deux systèmes territoriaux parallèles, en raison de l’existence de deux entités constitutives reconnues par la Constitution du pays :
- la fédération de Bosnie-et-Herzégovine [Federacija Bosne i Hercegovine],
- la république serbe de Bosnie [Република Српска (Republika Srpska)].

À ces deux entités s’ajoute le district de Brčko, situé au nord du pays, entre les deux entités, qui bénéficie d’un statut autonome et neutre. Il est placé sous l’autorité d’un superviseur international mandaté par l'ONU, ce qui lui confère une position administrative particulière.

## Subdivisions de la fédération de Bosnie-et-Herzégovine
La fédération de Bosnie-et-Herzégovine est subdivisée en 79 municipalités groupées en dix cantons :
| Emplacement numéroté des cantons sur une carte | 1. Canton d'Una-Sana (Unsko-Sanski Kanton) : canton bosniaque ; 2. Canton de la Posavina (Posavski Kanton) : canton croate ; 3. Canton de Tuzla (Tuzlanski Kanton) : canton bosniaque ; 4. Canton de Zenica-Doboj (Zeničko-Dobojski Kanton) : canton bosniaque ; 5. Canton du Podrinje bosnien (Bosanskopodrinjski Kanton) : canton bosniaque ; 6. Canton de Bosnie centrale (Srednjebosanski Kanton — Županija Središnja Bosna) : canton ethniquement mixte ; 7. Canton d'Herzégovine-Neretva (Hercegovačko-neretvanski Kanton — Hercegovačko-neretvanska Županija) : canton ethniquement mixte ; 8. Canton de l'Herzégovine de l'Ouest (Zapadnohercegovačka Županija) : canton croate ; 9. Canton de Sarajevo (Kanton Sarajevo) : canton bosniaque ; 10. Canton 10 (Zapadnobosanska — Hercegbosanska Županija) : canton croate. |

## Subdivisions de la république serbe de Bosnie

Régions statistiques de la République serbe de Bosnie avec leur chef-lieu

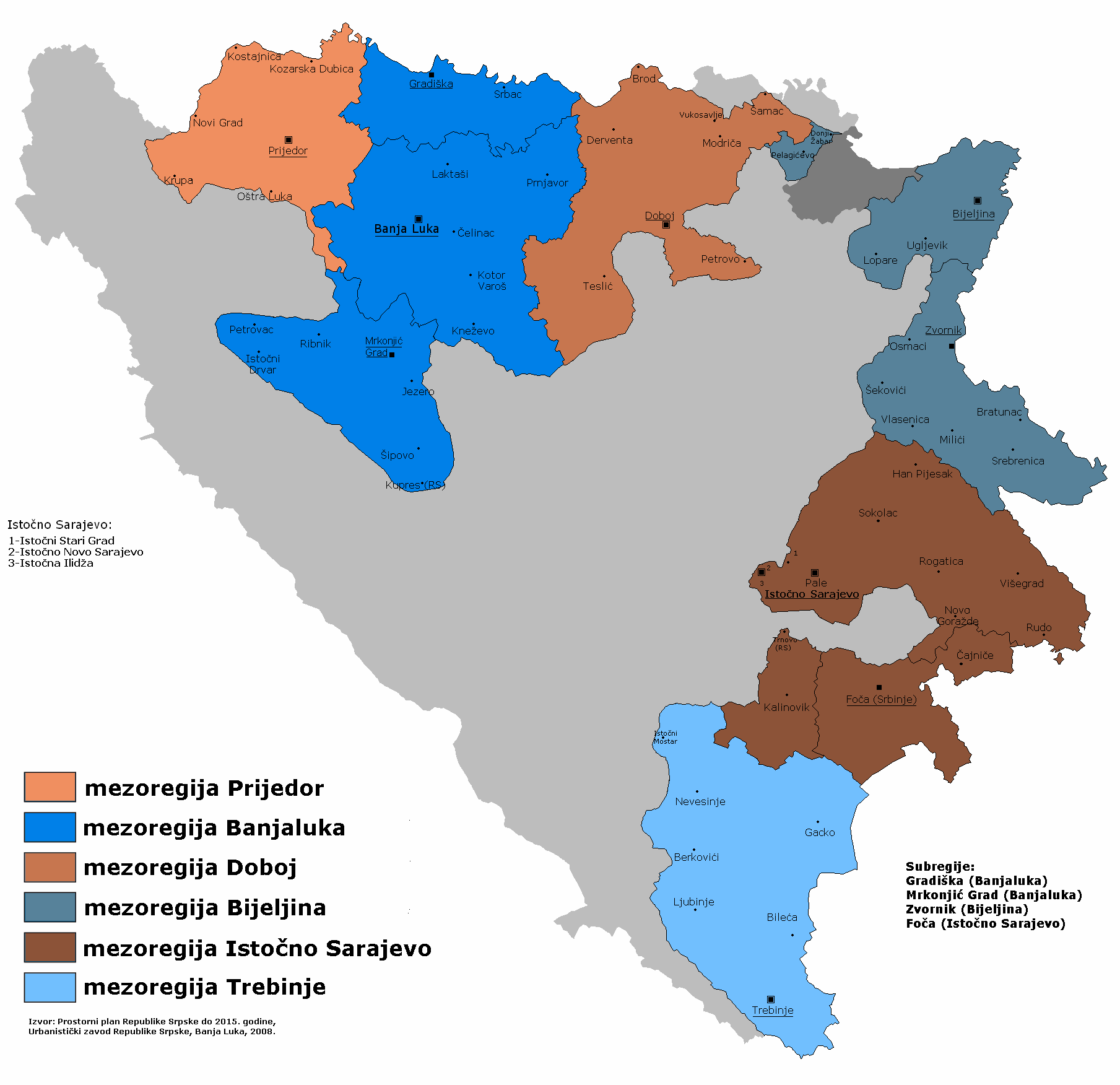
Régions et sous-régions du plan d’aménagement de la république serbe de Bosnie

La république serbe de Bosnie n'est subdivisée qu'en 64 municipalités depuis 1996. Auparavant, celles-ci étaient au nombre de 80. Cette différence s'explique par le fait qu'un redécoupage du territoire de la république serbe eut lieu après les accords de Dayton pour prendre en compte le changement de tracé de la frontière avec la fédération de Bosnie-et-Herzégovine, et entraîna la disparition de douze communes.
On rencontre parfois un découpage en sept régions, qui n'a pas de caractère administratif mais statistique, le regroupement de municipalités étant réalisé pour la collecte de données et d'informations, sur un modèle similaire aux régions statistiques de Slovénie.
Ces sept "régions" sont :
- Banja Luka avec pour chef-lieu Banja Luka ;
- Bijeljina qui a pour chef-lieu Bijeljina ;
- Doboj qui a pour chef-lieu Doboj ;
- Foča qui a pour chef-lieu Foča ;
- Sarajevo-Romanija et Sokolac qui a pour chef-lieu Istočno Sarajevo ;
- Trebinje qui a pour chef-lieu Trebinje ;
- Vlasenica qui a pour chef-lieu Zvornik.

Il existe également des plans d’aménagement du territoire de la république serbe de Bosnie (l’actuel couvrant la période 2008 – 2015), qui divisent le territoire en différentes régions et sous-régions. Le plan actuel comporte ainsi six régions et quatre sous-régions :
- Prijedor, chef-lieu : Prijedor ;
- Banja Luka, chef-lieu : Banja Luka, comprenant deux sous-régions :
  - Gradiska, chef-lieu :  Gradiska ;
  - Mrkonjić Grad, chef-lieu : Mrkonjić Grad ;
- Doboj, chef-lieu : Doboj ;
- Bijeljina, chef-lieu : Bijeljina, comportant une sous-région :
  - Zvornik, chef-lieu : Zvornik ;
- Istočno Sarajevo qui a pour chef-lieu Istočno Sarajevo, avec une sous-région :
  - Foča, chef-lieu : Foča ;
- Trebinje, chef-lieu : Trebinje.